# 15a etapa del Tour de França de 2009

Recorregut de la 15a etapa del Tour de França de 2009

La 15a etapa del Tour de França de 2009 es disputà el diumenge 19 de juliol sobre un recorregut de 207 quilòmetres entre Pontarlier i Verbier, Suïssa. La victòria fou per l'espanyol Alberto Contador, que arribà en solitari a la meta i que a més es vestí amb el mallot groc.

## Recorregut de l'etapa
Primera etapa alpina d'aquesta edició del Tour de França, amb sortida a Pontarlier, a la serralada del Jura. Poc després de la sortida els corredors comencen l'ascensió de la cota de Rafour, prop de Fourgs, a la frontera entre França i Suïssa. Un cop a Suïssa els ciclistes passen per Yverdon-les-Bains, a la riba del llac de Neuchâtel. Després de les cotes de Carrières i Prévonloup, la cursa entra a la vall del Sarine en direcció a Château-d'Oex.
Tot seguit els corredors comencen l'ascens al coll des Mosses, situat a 1.445 metres d'altitud, i amb 14 quilòmetres al 4% de desnivell. El descens duu els ciclistes a Aigle (seu de l'UCI) i la vall del Roine, fins a Martigny (Suïssa), on comença l'ascens fins a Verbier (9 km al 7,1%).

## Desenvolupament de l'etapa
Després d'un minut de silenci en memòria a l'espectadora morta en el decurs de la 14a etapa, els corredors afrontaren la primera etapa alpina.
Al km 42 vuit corredors aconseguiren escapolir-se del gran grup: David Arroyo, Jurgen van den Broeck, Fabian Cancellara, Pierrick Fedrigo, José Ivan Gutiérrez, Egoi Martínez, David Moncoutié i Franco Pellizotti. Al km 50 serien agafats per Ryder Hesjedal, Christophe Kern, Amaël Moinard i Simon Spilak i 3 km més endavant s'hi afegeiren Mikel Astarloza, Tony Martin i David Millar. Els 15 escapats disposaren de 40 segons respecte al gran grup, però la presència del 8è de la general va fer que el gran grup no baixés el ritme.
Al cim de la cota de Prévonloup, un grup de 9 corredors, format per Mikel Astarloza, Jurgen van den Broeck, Fabian Cancellara Pierrick Fedrigo, Aitor Hernández Gutiérrez, Ryder Hesjedal, Amaël Moinard, David Moncoutié i Simon Špilak es quedaren al capdavant de la cursa. Joan Antoni Flecha s'hi afegí 5 km més endavant. Els escapats arribaren a tenir 4' 40" a 50 km per a l'arribada, però a partir d'aquell moment la diferència aniria disminuint pel fort ritme que el Liquigas, l'Astana, el Milram i el Saxo Bank imprimiren en el si del grup principal.
A poc menys de 25 km Špilak atacà entre els escapats i començà l'ascensió a Verbier amb 44" d'avantatge sobre Astarloza, 55" sobre la resta d'escapats i més d'un minut sobre el gran grup. Tots els escapats serien agafats en els primers quilòmetres d'ascensió per un grup format pels favorits de la classificació general: Alberto Contador, Lance Armstrong, els germans Andy i Frank Schleck, Bradley Wiggins, Cadel Evans, Andreas Kloden, Vincenzo Nibali, Carlos Sastre i Christian Vande Velde.
Fränk Schleck va ser el primer a atacar a manca de 6 km, però no aconseguí obrir forat. Tot seguit seria Alberto Contador el que atacaria. Andy Schleck intentà seguir-lo, però no ho aconseguí. Contador, a poc a poc, aniria augmentant la diferència respecte a la resta de ciclistes, per guanyar l'etapa amb 43" sobre Andy Schleck i més d'un minut sobre Nibali, Fränk Schleck, Wiggins i Sastre. Armstrong, ajudat per Klöden, arribà en novena posició, a 1' 36".
El fins llavors mallot groc, Rinaldo Nocentini, arribà el 19è, a 2' 36", per la qual cosa Contador passà a ser el nou líder de la cursa, per davant d'Armstrong i Wiggins.

## Esprints intermedis
- Primer esprint intermedi. Thierrens (km 56,5)

| Primer | Egoi Martínez   | 6 pts |
| Segon  | Ryder Hesjedal  | 4 pts |
| Tercer | Christophe Kern | 2 pts |

- Segon esprint intermedi. Martigny (Suïssa) (km 181)

| Primer | Amael Moinard         | 6 pts |
| Segon  | Jurgen van den Broeck | 4 pts |
| Tercer | David Moncoutié       | 2 pts |

## Ports de muntanya
| Primer | Franco Pellizotti     | 4 pts |
| Segon  | Pierrick Fédrigo      | 3 pts |
| Tercer | Egoi Martínez         | 2 pts |
| Quart  | Jurgen van den Broeck | 1 pt  |

| Primer | Franco Pellizotti | 4 pts |
| Segon  | Sylvain Chavanel  | 3 pts |
| Tercer | Egoi Martínez     | 2 pts |
| Quart  | David Loosli      | 1 pt  |

| Primer | Christophe Kern     | 4 pts |
| Segon  | Franco Pellizotti   | 3 pts |
| Tercer | Egoi Martínez       | 2 pts |
| Quart  | José Ivan Gutiérrez | 1 pt  |

| Primer | Ryder Hesjedal      | 4 pts |
| Segon  | Pierrick Fédrigo    | 3 pts |
| Tercer | José Ivan Gutiérrez | 2 pts |
| Quart  | Mikel Astarloza     | 1 pt  |

| Primer | Pierrick Fédrigo      | 10 pts |
| Segon  | Mikel Astarloza       | 9 pts  |
| Tercer | Jurgen van den Broeck | 8 pts  |
| Quart  | David Moncoutié       | 7 pts  |
| 5è     | Amael Moinard         | 6 pts  |
| 6è     | José Ivan Gutiérrez   | 5 pts  |

| Primer | Alberto Contador | 30 pts |
| Segon  | Andy Schleck     | 26 pts |
| Tercer | Vincenzo Nibali  | 22 pts |
| Quart  | Frank Schleck    | 18 pts |
| 5è     | Bradley Wiggins  | 16 pts |
| 6è     | Carlos Sastre    | 14 pts |
| 7è     | Cadel Evans      | 12 pts |
| 8è     | Andreas Klöden   | 10 pts |

## Classificació de l'etapa
|    | Ciclista         | Equip             | Temps      |
| -- | ---------------- | ----------------- | ---------- |
| 1  | Alberto Contador | Team Astana       | 5h 03' 58" |
| 2  | Andy Schleck     | Team Saxo Bank    | + 43"      |
| 3  | Vincenzo Nibali  | Liquigas          | + 1' 03"   |
| 4  | Frank Schleck    | Team Saxo Bank    | + 1' 06"   |
| 5  | Bradley Wiggins  | Garmin-Slipstream | m. t.      |
| 6  | Carlos Sastre    | Cervélo TestTeam  | m. t.      |
| 7  | Cadel Evans      | Silence-Lotto     | + 1' 26"   |
| 8  | Andreas Klöden   | Team Astana       | + 1' 29"   |
| 9  | Lance Armstrong  | Team Astana       | + 1' 35"   |
| 10 | Kim Kirchen      | Team Columbia-HTC | + 1' 55"   |

## Classificació general
|    | Ciclista            | Equip             | Temps       |
| -- | ------------------- | ----------------- | ----------- |
| 1  | Alberto Contador    | Team Astana       | 63h 17' 56" |
| 2  | Lance Armstrong     | Team Astana       | + 1' 37"    |
| 3  | Bradley Wiggins     | Garmin-Slipstream | + 1' 46"    |
| 4  | Andreas Klöden      | Team Astana       | + 2' 17"    |
| 5  | Andy Schleck        | Team Saxo Bank    | + 2' 26"    |
| 6  | Rinaldo Nocentini   | AG2R La Mondiale  | + 2' 30"    |
| 7  | Vincenzo Nibali     | Liquigas          | + 2' 51"    |
| 8  | Tony Martin         | Team Columbia-HTC | + 3' 07"    |
| 9  | Christophe Le Mével | FDJ               | + 3' 09"    |
| 10 | Frank Schleck       | Team Saxo Bank    | + 3' 25"    |

## Classificacions annexes

### Classificació per punts
| Classificació per punts | Total   |
| ----------------------- | ------- |
| Thor Hushovd            | 218 pts |
| Mark Cavendish          | 200 pts |
| José Joaquín Rojas      | 126 pts |

### Classificació de la muntanya
| Classificació de la muntanya | Total   |
| ---------------------------- | ------- |
| Franco Pellizotti            | 109 pts |
| Egoi Martínez                | 101 pts |
| Pierrick Fédrigo             | 65 pts  |

### Classificació del millor jove
| Classificació del millor jove | Temps       |
| ----------------------------- | ----------- |
| Andy Schleck                  | 63h 20' 22" |
| Vincenzo Nibali               | + 25"       |
| Tony Martin                   | + 41"       |

### Classificació per equips
| Classificació per equips | Total        |
| ------------------------ | ------------ |
| Team Astana              | 188h 22' 49" |
| AG2R La Mondiale         | + 1' 17"     |
| Team Saxo Bank           | + 2' 14"     |

### Combativitat
- Simon Spilak

## Abandonaments
- Tom Boonen. No surt, tenia febre i vòmits.[3]
- Vladímir Iefimkin. Abandonà pels dolors causats per una caiguda a l'11a etapa.[3]